# 15 (альбом Buckcherry)
15 — третий студийный альбом группы Buckcherry и первый, записанный с новым составом, вышел в Японии 29 ноября 2005-го года, а в Северной Америке 6 апреля 2006 года. Японская версия включает два бонус-трека. Первый сингл с альбома была песня «Crazy Bitch», она имела успех в поп чартах. Вторым синглом стала песня "Next 2 You, которая достигла 18-го места в чарте Mainstream Rock. Группа подтвердила, что альбом был сертифицирован платиновым, превзойдя по продажам дебютный альбом. Пятым и последним синглом была песня «Sorry». После 98-ми недель в Billboard 200, 15 стал первым альбомом Buckcherry, достигшим Top 40 (он достиг 39-го места).

## Список композиций
1. «So Far» — 3:19
2. «Next 2 You» — 3:28
3. «Out of Line» — 4:22
4. «Everything» — 4:23
5. «Carousel» — 4:31
6. «Sorry» — 3:46
7. «Crazy Bitch» — 3:22
8. «Onset» — 3:35
9. «Sunshine» — 4:12
10. «Brooklyn» — 3:59
11. «Broken Glass» — 3:31
12. «Back in the Day» (Только японский бонус-трек)
13. «Pump it Up» (Только японский бонус-трек)

## Отредактированная версия списка композиций
1. «Onset»
2. «Next 2 You»
3. «Out of Line»
4. «Everything»
5. «Carousel»
6. «Sorry»
7. «Crazy B*tch»
8. «Sunshine»
9. «Back in the Day»
10. «Brooklyn»
11. «Broken Glass»

## Чарты
К 28 июня 2008 года в США было продано 1 229 552 копий альбома.
| Год  | Чарт               | Позиция |
| ---- | ------------------ | ------- |
| 2008 | U.S. Billboard 200 | 39      |